# Digitale bibliotheek
Een digitale bibliotheek is de elektronische variant van een bibliotheek. Over het algemeen komt dit erop neer dat alle documenten digitaal opgeslagen en verkrijgbaar zijn.  Voorbeelden van digitale bibliotheken zijn: de Biodiversity Heritage Library, het Project Gutenberg, de portaalsite Europeana en de Digitale Bibliotheek voor de Nederlandse Letteren. Een andere vorm van een digitale bibliotheek is een programmabibliotheek.

## Definitie
Barry Leiner gaf in The Scope of the Digital Library (1998) de volgende gangbare definitie van een digitale bibliotheek:
"De verzameling van diensten en informatie-objecten
- die de gebruiker helpen in het omgaan met informatie-objecten
- en de organisatie en bewaring van deze objecten
- die direct of indirect beschikbaar zijn
- via digitale/elektronische wegen."

## Studies
In principe zou volgens deze definitie ook Google, of zelfs het hele internet als een grote digitale bibliotheek beschouwd kunnen worden.
Een academisch onderzoeksnetwerk met betrekking tot digitale bibliotheken is DELOS.
In 2007 werd onder redactie van Kees Westerkamp en Bart van der Meij een boekje geschreven over digitale bibliotheken in bedrijven en instellingen.